# 中井パーキングエリア

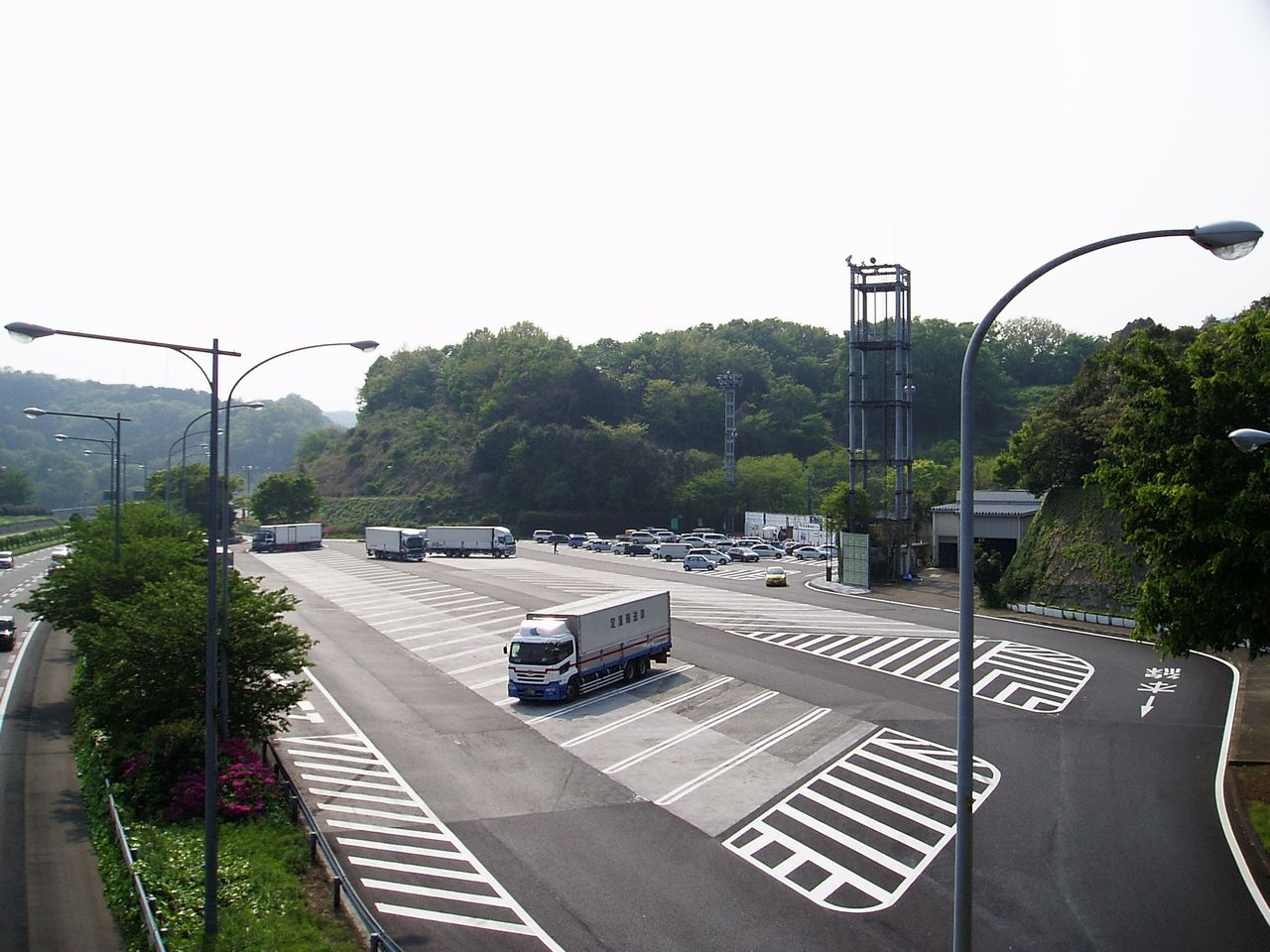
上り線

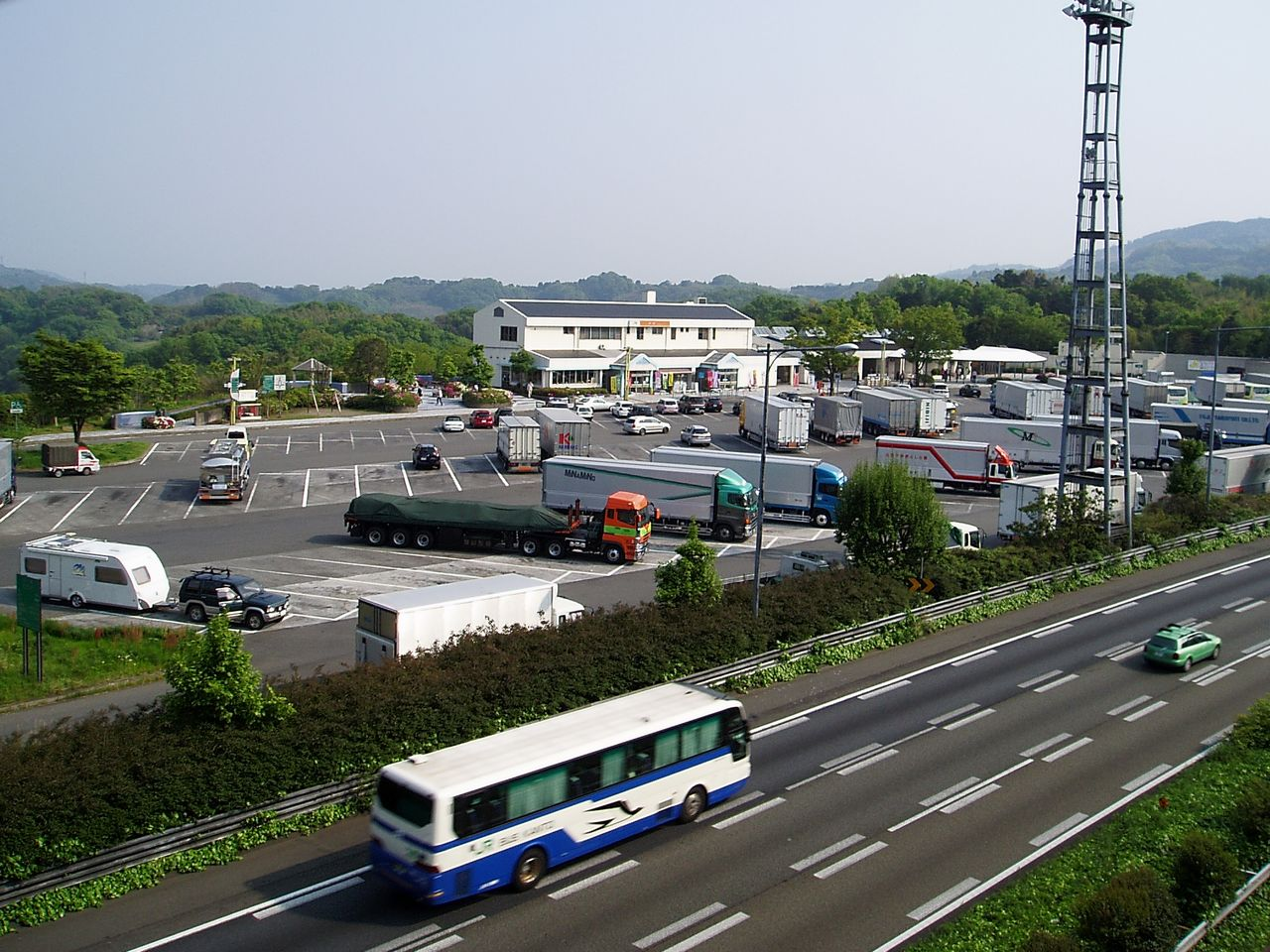
下り線

中井パーキングエリア（なかいパーキングエリア）は、神奈川県足柄上郡中井町の東名高速道路上にあるパーキングエリアである。

## 道路
- E1 東名高速道路

## 施設

### 上り線（東京方面）
※上り線は2008年7月にリニューアル。2008年7月15日にファミリーマート（コンビニエンスストア）が、2008年7月18日に中井麺宿（うどん、蕎麦専門コーナー・土産品コーナー）が開店した。高速道路外からは、徒歩でアクセス可能。
- 駐車場
  - 大型 69台
  - 小型 94台
    - 車椅子用駐車場あり
- トイレ
  - 男性 大7（和式2・洋式5）・小18
  - 女性 22（和式6・洋式16）
  - 子供トイレ 4（洋式4）
  - 車椅子用 1
- 中井麺宿
  - 土産品コーナー（8:00 - 20:00）
  - やさい村コーナー（10:00 - 20:00）
  - うどん・蕎麦専門コーナー（6:00 - 22:00[1]）
- スナック（9:00 - 20:00）
- コンビニエンスストア「ファミリーマート」（24時間）
  - イーネットATM（管理行：横浜銀行）
- 自動販売機
- 郵便ポスト（二宮郵便局）
- ハイウェイ情報ターミナル

### 下り線（名古屋方面）
- 駐車場
  - 大型 98台
  - 小型 86台

車椅子用駐車場あり
- トイレ
  - 男性 大7（和式2・洋式5）・小24
  - 女性 33（和式8・洋式25)　
  - 子供トイレ 4（洋式4）
  - 車椅子用 1
- スナック（24時間）
- ショッピング（24時間）
- コンビニエンスストア「ファミリーマート」（24時間）
  - イーネットATM（管理行：横浜銀行）
- 自動販売機
- 郵便ポスト（二宮郵便局）
- FAX
- コインシャワー（10:00 - 24:00）
- コインランドリー（10:00 - 24:00）
- ハイウェイ情報ターミナル
- 給電スタンド（24時間）

## 隣
E1 東名高速道路
(5-2) 秦野中井IC - 中井PA - (6) 大井松田IC